# داني كيدويل
داني كيدويل (بالإنجليزية: Danny Kedwell)‏ (3 أغسطس 1983 في المملكة المتحدة - ) هو لاعب كرة قدم بريطاني في مركز الهجوم. لعب مع إبسفليت يونايتد وتونبريدج أنغلز ونادي غيلينغهام وميدستون يونايتد ونادي فيشر أثليتيك وإيه أف سي ويمبلدون وتشاثام تاون ‏ وLordswood F.C. ‏ ونادي هيرن باي وغرايز أتلاتيك ‏ وويلينج يونايتد.

## وصلات خارجية
- داني كيدويل على موقع قاعدة بيانات كرة القدم.إي يو (الإنجليزية)
- داني كيدويل على موقع Soccerbase.com (لاعب) (الإنجليزية)
- داني كيدويل على موقع Soccerway.com (الإنجليزية)